# Bunmei-kaika

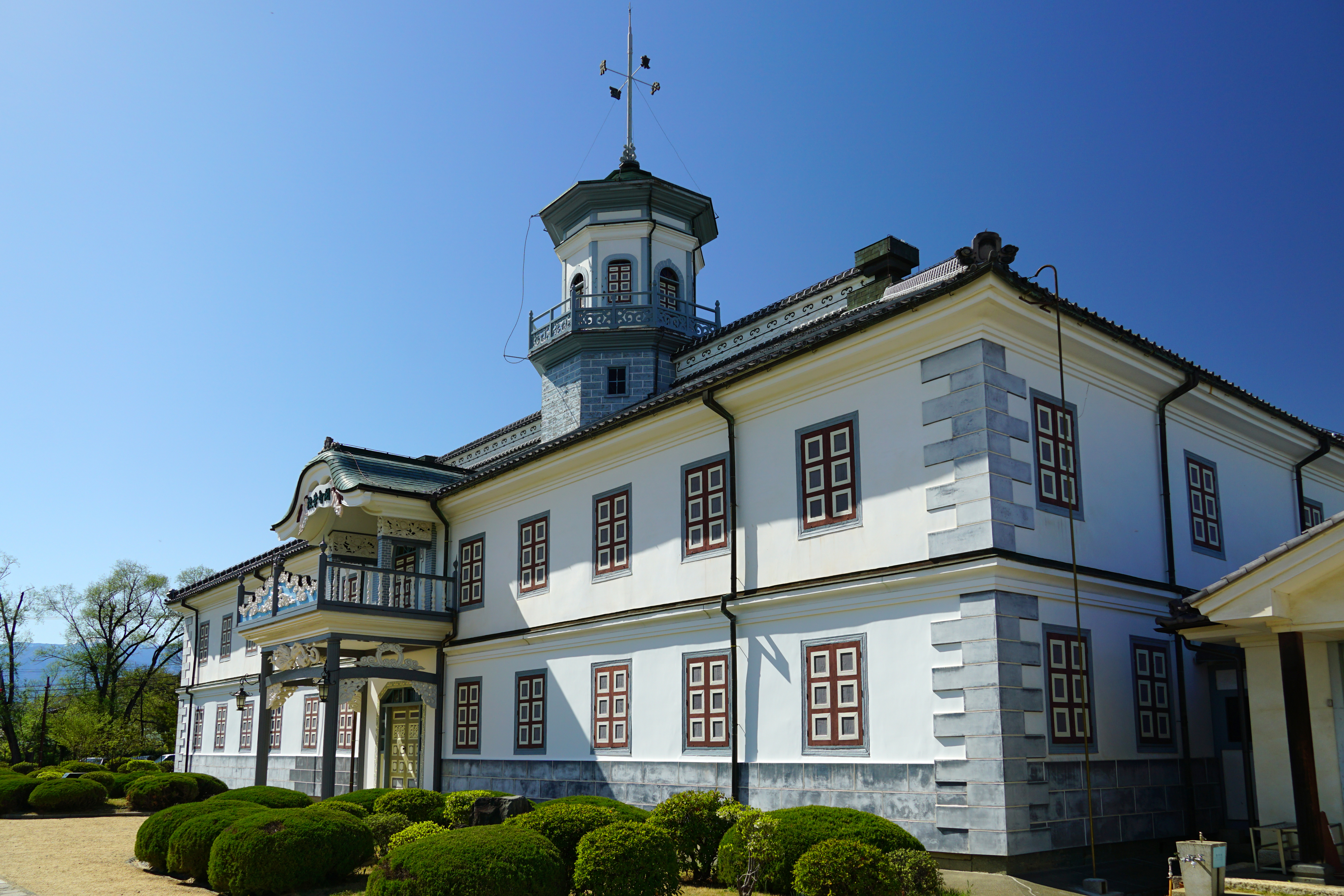
Antiga Escola Kaichi, localizada na cidade de Matsumoto, prefeitura de Nagano. Fundada em 1873 foi a primeira escola básica do Japão. O prédio com características ocidentais foi criado durante o período Meiji para servir de escola moderna com padrões ocidentais.

Bunmei Kaika (文明開化,, lit. Civilização Iluminação) foi o movimento de ocidentalização do Japão durante a era Meiji. Serviu de slogan pelo ministério da educação do Japão em 1871. O termo significa "abertura para a civilização". Considerado pelos que apoiam o movimento, como Fukuzawa Yukichi, uma necessidade de romper com os ideais confucionistas e pensamentos feudais para se inspirarem na posição política, econômica e jurídica do Ocidente naquele momento, com o objetivo de criar um país moderno capaz de manter sua independência das nações coloniais. Fukuzawa Yukichi foi um grande apoiador do projeto.

## Antecedentes
Em 1853, uma frota americana de navios desembarcou na baía de Tóquio, e pressionaram o governo feudal do Japão, o bakufu, para abrir o país ao comércio externo e a visitantes. Os xoguns do Xogunato Tokugawa mantiveram o país fechado ao contato com estrangeiros, nos últimos 250 anos (com poucas exceções). Foi assinado um tratado com os Estados Unidos, e tratados com outros governos ocidentais vieram logo em seguida.

## Mudanças
Apesar de Bunmei Kaika não se referir exatamente à cultura ocidental, o movimento se baseou, em prática, na sua adoção e assimilação à cultura japonesa. Em 1885 o estilo partidário ocidental de governo foi adotado.
Como exemplo de algumas tradições ocidentais adotadas, algumas têm caráter superficial: as autoridades municipais de Tóquio proibiram a nudez em público; O governo construiu estabelecimentos como o Rokumeikan para entrerter europeus e americanos; A moda ocidental foi adotada pela população.
Em 1889 o Japão elaborou uma constituição de estilo ocidental. O autor da constituição foi principalmente Ito Hirobumi. Ito seguiu a constituição alemã dando grande poder ao executivo, um parlamento fraco, e acesso mínimo para o povo no governo.